# Clay Research Award
O Clay Research Award é um prêmio científico concedido desde 1999 pelo Clay Mathematics Institute, agraciando trabalhos fundamentais em matemática.

## Agraciados[1]
| Ano  | Nome                                                                          |
| ---- | ----------------------------------------------------------------------------- |
| 1999 | Andrew Wiles                                                                  |
| 2000 | Alain Connes Laurent Lafforgue                                                |
| 2001 | Edward Witten Stanislav Smirnov                                               |
| 2002 | Oded Schramm Manindra Agrawal                                                 |
| 2003 | Richard Hamilton Terence Tao                                                  |
| 2004 | Ben Green Gérard Laumon e Ngô Bảo Châu                                        |
| 2005 | Manjul Bhargava Nils Dencker                                                  |
| 2006 | Não concedido                                                                 |
| 2007 | Alex Eskin Christopher Hacon e James McKernan Michael Harris e Richard Taylor |
| 2008 | Clifford Taubes Claire Voisin                                                 |
| 2009 | Jean-Loup Waldspurger Ian Agol, Danny Calegari e David Gabai                  |
| 2010 | Não concedido                                                                 |
| 2011 | Yves Benoist e Jean-François Quint Jonathan Pila                              |
| 2012 | Jeremy Kahn e Vladimir Markovic                                               |
| 2013 | Rahul Pandharipande                                                           |
| 2014 | Maryam Mirzakhani e Peter Scholze                                             |
| 2015 | Larry Guth                                                                    |
| 2015 | Nets Katz                                                                     |
| 2016 | Mark William Gross e Bernd Siebert                                            |
| 2016 | Geordie Williamson                                                            |
| 2017 | Aleksander Logunov e Eugenia Malinnikova                                      |
| 2017 | Jason P. Miller e Scott Sheffield                                             |
| 2017 | Maryna Viazovska                                                              |
| 2019 | Wei Zhang                                                                     |
| 2019 | Tristan Buckmaster, Philip Isett und Vlad Vicol                               |